# 日本マネジメントシステム認証機関協議会
日本マネジメントシステム認証機関協議会（にほんマネジメントシステムにんしょうきかんきょうぎかい、英: Japan Association of Management System Certification Bodies、略称：JACB）は、日本国内で事業活動を行い、IAF（国際認定フォーラム）加盟の認定機関により認定されたマネジメントシステム認証機関の協議会である。

## 事業概要
JACBは、マネジメントシステム第三者認証制度の発展及び普及に務め、次のような様々な活動を行う。
- 認証制度の調査研究
- 会員に対する認証制度に関する知識や情報の交換
- 認証制度に関連する委員会や会合への代表者の派遣
- 認証制度での関連機関とのコミュニケーションを図ること